# Марјан Кандус
Марјан Кандус (Марибор, 23. септембар 1932— 21. новембар 2024) био је југословенски и словеначки кошаркаш.

## Биографија
Играо је током кошаркашке каријере за Олимпију из Љубљане. Са Олимпијом је неколико пута освојио кошаркашко Првенство Југославије.
Наступио је за репрезентацију Југославије на Летњим олимпијским играма 1960. у Риму, када је освојено шесто место. Сребрну медаљу је освојио на Европском првенству 1961. године које је одржано у Београду. Била је то прва медаља коју је Југославија освојила на Европским првенствима.

## Клупски трофеји
- Првенство Југославије (4): 1957, 1959, 1961, 1962.